# Qry
Qry, właśc. Patryk Lubaś (ur. 12 marca 1999 w Jaśle) – polski raper i autor tekstów. Członek zespołów Chillwagon oraz Trzech Króli.
Współpracował ponadto m.in. z takimi wykonawcami jak Borixon, Kizo, Smolasty i Żabson, czy zespołem Ekipa. W trakcie kariery wydał ponad 35 singli, cztery z nich osiągnęło status złotej płyty, a pięć platynowej.

## Życie prywatne
14 marca 2022 zaczął spotykać się z uczestniczką The Voice Kids, Hanną Sztachańską. Para rozstała się w 2022 roku.
Obecnie raper spotyka się z członkinią projektu Genzie, Julitą Różalską. Wokalista ogłosił ich związek poprzez wspólny występ w jego piosence „Tyrka”.

## Dyskografia
- Małe miasto, wielkie sny
- Droga snów
- Resoraki
- Dzieci w samochodach